# Flugunfall einer Swearingen Metro der Aerotransporte Petrolero
Beim Flugunfall einer Swearingen Metro der Aerotransporte Petrolero 2004 stürzte am 5. Mai 2004 eine auf dem Flug vom Flughafen Bogotá zum Flughafen Apartadó/Carepa befindliche Fairchild Swearingen Metro kurz vor der Landung ab, wobei fünf der sieben Insassen an Bord ums Leben kamen.

## Maschine
Das Flugzeug war eine 1987 gebaute Fairchild Swearingen SA227-AC Metro III mit der Werknummer AC-676. Die Maschine wurde für die Flugzeugleasinggesellschaft Fleet Credit Corp. aus Providence, Rhode Island gebaut und im Mai 1987 an deren Leasingnehmerin Wings West Airlines ausgeliefert, bei der sie das Luftfahrzeugkennzeichen N361AE erhielt. Zum 30. Dezember 1991 wurde die Maschine an die Leasinggeberin zurückgegeben. Ab dem 25. Februar 1992 gehörte die Maschine British Aerospace, das Unternehmen verleaste die Maschine umgehend an die Chautauqua Airlines, die die Metro im August 1996 wieder zurückgab. Vom 17. Dezember 1996 bis zum 19. April 1999 war die Maschine an die Merlin Airways verleast, ehe sie am 12. August 1999 von der kanadischen Alta Flights gekauft und mit dem Kennzeichen C-FAFZ wiederzugelassen wurde. Die Amex Air kaufte die Maschine im Jahr 2001 und ließ sie mit dem Kennzeichen HK-4275X zu. Zum Unfallzeitpunkt war die Maschine an die Aeotransporte Petrolero verleast. Das zweimotorige Regionalverkehrsflugzeug war mit zwei Turboproptriebwerken des Typs Garrett TPE331-11U-612 ausgestattet. Bis zum Zeitpunkt des Unfalls hatte die Maschine 19.335 Betriebsstunden absolviert.

## Passagiere und Besatzung
Den Flug von Bogotá nach Apartadó/Carepa hatten fünf Passagiere angetreten. Es befand sich eine zweiköpfige Besatzung an Bord der Maschine, bestehend aus einem Flugkapitän und einem Ersten Offizier. Beide Piloten waren relativ unerfahren auf dem geflogenen Flugzeugtyp: Der 48-jährige Flugkapitän Jairo Alfredo Ramírez Diaz verfügte über 6.162:54 Stunden Flugerfahrung, wovon jedoch nur 64:41 Stunden auf die Swearingen Metro entfielen. Der 32-jährige Erste Offizier Luz Dary López Triana über 266:33 Stunden Flugerfahrung, wovon er nur sechs Stunden auf die Swearingen absolviert hatte.
Auf dem Regionalflug waren keine Flugbegleiter vorgesehen.

## Unfallhergang
Nach einem routinemäßigen Flug aus Bogotá nach Apartadó/Carepa befanden sich die Piloten im Anflug auf den Zielflughafen. Der Erste Offizier steuerte zu diesem Zeitpunkt die Maschine. Im Endanflug übernahm der Flugkapitän die Kontrolle über die Metro und setzte den Sinkflug fort, obwohl nacheinander sieben Warnungen des Ground Proximity Warning System ertönten. Aus Gründen, die später nicht ermittelt werden konnten, griff der Flugkapitän nicht korrigierend ein. Die Maschine sank unter die Sicherheitsflughöhe. In einer Höhe von 200 Fuß wurde den Piloten ein Triebwerksproblem angezeigt, nichtsdestotrotz flog der Kapitän die Maschine nicht unter der Beibehaltung von Parametern, die für einen Flug mit nur einem funktionsfähigen Triebwerk vorgeschrieben sind. Der Stick Pusher aktivierte sich und warnte die Piloten vor einem unmittelbar bevorstehenden Strömungsabriss. Der Kapitän leitete keine Maßnahmen ein, um diesen zu verhindern. Schließlich kam es tatsächlich zum Strömungsabriss, während sich die Maschine mit ausgefahrenem Fahrwerk und ausgefahrenen Auftriebshilfen im Endanflug befand. Das Flugzeug stürzte 300 Fuß (ca. 91 Meter) vor der Schwelle der Landebahn 33 zu Boden, wobei fünf der sieben Insassen, darunter beide Piloten und drei der fünf Passagiere, getötet wurden.

## Ursache
Die Ermittler kamen zu dem Schluss, dass der Anflug mit einem Mangel an Disziplin und einem schlechten Crew Resource Management durchgeführt worden war. Die Piloten hätten im Endanflug eine Reihe von Faktoren wie Entfernung, Geschwindigkeit, Flughöhe und Sicherheitsflughöhe falsch eingeschätzt. Den Piloten habe es am erforderlichen Situationsbewusstsein gefehlt. Sie hätten gelernte Prozeduren und Betriebsvorschriften nicht eingehalten. Die Maschine sei unter Bedingungen geflogen worden, die die Flugfertigkeiten der beiden Piloten überstiegen. Ein Triebwerk sei ausgefallen. Es wurde kritisiert, dass die Piloten keinerlei vermeidende Manöver unternahmen, als das Ground Proximity Warning System sich aktivierte. Das Stall Avoidance System zur Vermeidung von Strömungsabrissen habe sich zudem in niedriger Höhe aktiviert und die Flugzeugnase zu einem kritischen Zeitpunkt nach unten gedrückt.